# Lac Chapman
Lac Chapman är en sjö i Kanada.   Den ligger i provinsen Québec, i den sydöstra delen av landet, 300 km norr om huvudstaden Ottawa. Lac Chapman ligger 420 meter över havet.
Trakten runt Lac Chapman är nära nog obefolkad, med mindre än två invånare per kvadratkilometer.